# Cryptolabis (Cryptolabis) magnistyla
Cryptolabis (Cryptolabis) magnistyla is een tweevleugelige uit de familie steltmuggen (Limoniidae). De soort komt voor in het Nearctisch gebied.